# فالدو ألهينهو
فالدو ألهينهو (مواليد 17 ديسمبر 1988) لاعب كرة قدم أنغولي لعب سابقاً مع نادي الباطن في الدوري السعودي كلاعب وسط.

## روابط خارجية
- فالدو ألهينهو على موقع قاعدة بيانات كرة القدم.إي يو (الإنجليزية)
- فالدو ألهينهو على موقع Soccerway.com (الإنجليزية)

لم يتم العثور على روابط لمواقع التواصل الاجتماعي.

- فالدو ألهينهو